# Los Cantores de Quilla Huasi
Los Cantores de Quilla Huasi es un conjunto folclórico argentino creado en Buenos Aires en 1953. Está considerado como uno de los más importantes grupos de la historia de la música folklórica de Argentina. Publicaron 38 álbumes oficiales originales, el último de ellos en 1987. Entre las canciones más conocidas aportadas al cancionero argentino se encuentran Zamba de las tolderías (Portal-Valles-Luna) y La compañera (Valles), Pastor de nubes (Portal-Castilla), Del tiempo i' mamá (Giménez), Zamba para bailar (Navarro).

## Trayectoria
Su nombre significa en quechua "cantores de la casa de la luna", y les fue puesto por el músico Buenaventura Luna (1906-1955), uno de los precursores de la difusión masiva de la música folklórica en Argentina.
La primera formación estuvo integrada por Carlos Lastra (rionegrino), Fernando Portal (salteño), Carlos Vega Pereda (salteño) y Ramón Núñez (bonaerense). En 1956, Oscar Valles (porteño) reemplazó a Fernando Portal; en 1962, Roberto Palmer (pampeano) reemplazó a Carlos Vega Pereda; y en 1970, Ramón Navarro (riojano) reemplazó a Ramón Núñez.
Debutaron en la tradicional confitería Richmond en su local hermano ubicado en la importante calle Esmeralda de Buenos Aires y grabaron su primer álbum en 1956, con la grabadora TK, bajo el título de Los Cantores de Quilla Huasi (TK LD 90-068), donde se incluyen dos de sus temas más exitosos, "Zamba de la toldería" y "La compañera".
A lo largo de su carrera, Los Cantores de Quilla Huasi han editado cerca de 50 discos, popularizando estilos folclóricos argentinos como la zamba, la cueca, la chacarera, el gato o el chamamé.
En 1964 debutaron en el Festival de Cosquín y al año siguiente obtuvieron un éxito rotundo en el mismo, cuando tocaron la noche del lunes 24 de enero, de las 2 a las 6 de la mañana, para finalizar siendo llevados en andas por la multitud.
En 1972 grabaron en Japón un álbum enteramente dedicado al tango bajo el título de La Cumparsita, que fue relanzado en Argentina en 1975 bajo el título Tangos por Los Cantores de Quilla Huasi.
En 1981 Ramón Navarro dejó el grupo para retirarse, y el conjunto se mantendría como trío hasta el año 1998. En 1986 deja el conjunto Oscar Valles, su lugar es ocupado por Miguel Delgado hasta el año 1993, luego ingresa en su lugar Requinto González hasta 1995 donde lo reemplazará Ángel Asís. En 1998 se retira Roberto Palmer luego de una gira con el conjunto por España.
Con la salida de Palmer y Asis el conjunto vuelve a ser un cuarteto incorporándose Nelson Pérez, Alberto Aristegui y Jorge Gorraiz; este último sería reemplazado por Paulo Passerini y se mantendría esta formación hasta 2012, año en que fallece Carlos Lastra, fundador del conjunto.
Formaciones del conjunto
| 1953-1956 | Carlos Lastra     | Carlos V. Pereda | Fernando Portal   | Ramón Núñez     |
| 1956-1962 | Carlos Lastra     | Carlos V. Pereda | Oscar Valles      | Ramón Núñez     |
| 1962-1970 | Carlos Lastra     | Roberto Palmer   | Oscar Valles      | Ramón Núñez     |
| 1970-1981 | Carlos Lastra     | Roberto Palmer   | Oscar Valles      | Ramón Navarro   |
| 1981-1986 | Carlos Lastra     | Roberto Palmer   | Oscar Valles      |                 |
| 1986-1993 | Carlos Lastra     | Roberto Palmer   | Miguel Delgado    |                 |
| 1993-1995 | Carlos Lastra     | Roberto Palmer   | Requinto González |                 |
| 1995-1998 | Carlos Lastra     | Roberto Palmer   | Ángel Asís        |                 |
| 1998-2003 | Carlos Lastra     | Nelson Pérez     | Alberto Aristegui | Jorge Gorraiz   |
| 2003-2012 | Carlos Lastra ϯ   | Nelson Pérez     | Alberto Aristegui | Paulo Passerini |
| 2019-2020 | Alberto Aristegui | Nelson Pérez     | Marcelo Robles    | Mauro Caggiano  |

## Discografía
1. Los Cantores de Quilla Huasi, 1956, (TK LD 90-068)
2. Los Cantores de Quilla Huasi, 1958, (Philips 08258 PL)
3. Recorriendo la patria, 1959, (Philips 08290 PL)
4. Nosotros, Los Cantores de Quilla Huasi, 1961, (Philips 13911 PL)
5. De los cuatro rumbos, 1962, (Philips 13937 PL)
6. Soñando con Los Cantores de Quilla Huasi, 1963, (Philips 13960 PL)
7. Distinguidos en folklore, 1963, (Philips 85501 PY estéreo)
8. El disco de oro de Los Cantores de Quilla Huasi, 1964, (Philips 85511 PY estéreo)
9. Magia y misterio del folklore, 1965, (EMI-Odeón LDB-71). Junto a Atahualpa Yupanqui, Ramona Galarza y Santiago Ayala.
10. Ovacionados, 1965, (Philips 85511 PY estéreo)
11. Los Cantores de Quilla Huasi cantan a la patria, 1966, (Philips 85538 PY estéreo)
12. Señorío, 1966, (Philips 85546 PY estéreo)
13. El segundo disco de oro, 1967, (Philips 85553 PY estéreo)
14. Último momento, 1967, (Philips 82203 PL estéreo)
15. Cada vez mejor, 1968, (CBS 8841 mono)
16. Los clásicos del folklore al estilo de Los Cantores de Quilla Huasi, 1968, (CBS 18873 estéreo)
17. Los Cantores de Quilla Huasi, 1969, (CBS 8946 mono)
18. Cantale chango a mi tierra, 1969, (Harmony -CBS- 7160 mono)
19. Los quince años de Los Cantores de Quilla Huasi, 1969, (Microfón C 255)
20. Los Cantores de Quilla Huasi, 1970, (Microfón I 270)
21. Chants d'Argentine, 1970, Le Chant du Monde (LDX 74440)
22. Triunfadores en Europa, 1970, (Microfón I 276)
23. Mejor que nunca, 1971, (Microfón I 286)
24. América canta con Los Cantores de Quilla Huasi, 1972, (Microfón ASI 158)
25. La Cumparsita, 1972, (RCA Victor SWG-7259).[2]
26. Aquí están Los Cantores de Quilla Huasi, 1972, (Music Hall 2350)
27. De Japón a Buenos Aires, 1973, (Microfón I 366)
28. Sentencias del Tata Viejo, 1973, (Microfón I 309)
29. La paloma, 1974, (Victor SWX 7066, Japón)
30. Para todos, 1974, (Microfón I 407)
31. De Argentina a Hollywood, 1976, (Microfón SE 578)
32. Vigencia, 1976, (Microfón I 706)
33. Cantos de fe del pueblo argentino, 1977, (Microfón SEL 923)
34. La casa de la luna (homenaje a Fernando Portal), 1978, (Microfón SE 936)
35. Matizando, 1980, (Philips 6347434)
36. De la propia cosecha, 1981, (Philips 6347491)
37. Los 30 años de Los Cantores de Quilla Huasi, 1983, (CBS 580244)
38. Mi destino es cantar, 1987, (Proel 6005)
39. La Vigencia de Un Estilo, 1996 (DBN)
40. Selección Especial: 20 Grandes Éxitos (Garra), 2008
41. Grandes del Folklore (Sony Music), 2009
42. Serie Argentina Nuestra Tierra: Lo Mejor de Los Quilla Huasi (DBN), 2010
43. La Historia (Universal), 2010
44. La Historia Del Folklore, 2.ª Parte (Universal), 2010
45. Colección Escenario: La Compañera (Sony Music), 2011/1996
46. Colección Altaya: Zamba De Usted (Sony Music), 2011/1999
47. Los Quilla Huasi: Serie Grandioso (Magenta), 2011/1980

## Filmografía parcial
- El canto cuenta su historia (1976) dir. Enrique Olivera y Fernando Ayala
- Argentinísima (1972) dir. Enrique Olivera y Fernando Ayala
- Vacaciones en la Argentina (1966)